# Camouflage (Film)
Camouflage (alternativ: Camouflage – Alles nur Tarnung) ist eine US-amerikanische Kriminalkomödie aus dem Jahr 2001. Regie führte James Keach, das Drehbuch schrieben Billy Bob Thornton und Tom Epperson.

## Handlung
Der erfolglose Schauspieler Marty Mackenzie möchte Privatdetektiv werden. Als er den Privatermittler Jack Potter kennenlernt, bekommt er von diesem seinen ersten Fall. Die Beschattung einer untreuen  Ehefrau führt ihn in die Kleinstadt Beaver Ridge, in der es von schrulligen Gestalten nur so wimmelt.
Mackenzie wird während der Observierung Zeuge des Mordes an einem gewissen Danny Harkness, der für Lionel Pond, Besitzer einer Kiesgrube, arbeitet. Mit seinem herbeigerufenen Chef stellt er fest, dass jemand Ponds Unternehmen übernehmen will. Sie lernen dessen Sekretärin Cindy Davies kennen, mit der Mackenzie eine Affäre beginnt. 
Während ihrer Ermittlungen müssen sie etliche Abenteuer und Anschläge auf ihr Leben überstehen. Sie finden mehrere Verdächtige, von denen sie schließlich einen als den vermeintlichen Mörder zur Strecke bringen. Als sie schon auf der Rückfahrt nach Los Angeles sind, dämmert es Potter, dass die Dinge doch nicht so waren, wie sie zu sein schienen. Sie kehren zurück und können Cindy Davies als die wahre Schuldige entlarven. Im Hintergrund hatte sie die ganze Zeit ihre Fäden gezogen und gleich mehrere Männer für ihre Zwecke eingewickelt.

## Kritiken
„Ordentlicher Krimi mit komödiantischen Weitungen, der sein Potenzial durch die nahezu zwanghafte Neigung zur Ironisierung der Filme der "Schwarzen Serie" nicht ganz ausschöpft. Immerhin belegt er, dass der 77-jährige Hauptdarsteller mehr kann, als den Klamauk-Kasper in der Serie "Die nackte Kanone" abzugeben.“

„"Camouflage - Alles nur Tarnung" ist eine kurzweilige Krimikomödie mit Komikerstar Leslie Nielsen in einer Paraderolle.“

## Hintergründe
Der Film wurde in Vancouver und in anderen Orten von British Columbia gedreht. Er wurde in den Vereinigten Staaten im Januar 2001 auf Video veröffentlicht.